# Crocidura orientalis
Crocidura orientalis là một loài động vật có vú trong họ Chuột chù, bộ Soricomorpha. Loài này được Jentink in Weber mô tả năm 1890.